# Pureza Canelo
Pureza Canelo Gutiérrez  (Moraleja, Cáceres, 1946) es  una poetisa y gestora cultural española, premiada con el premio Adonáis en 1970 por Lugar común.

## Trayectoria
Pasó su infancia y adolescencia en el pueblo, trasladándose a Madrid para estudiar Magisterio.
En 1970 ganó el premio Adonáis con Lugar común y durante unos años formó parte del jurado que concede dicho premio. En 1975 obtuvo una beca de creación literaria de la Fundación Juan March.
Como gestora cultural ha sido jefa de la Oficina de Actividades Culturales de la Universidad Autónoma de Madrid y directora de la Fundación Gerardo Diego.
El 21 de mayo de 2016 leyó su discurso de ingreso «Oeste en mi poesía» en la Real Academia de Extremadura de las Letras y las Artes y tomó posesión de la medalla número tres que ocupó su predecesor el muralista don Julián Pérez Muñoz.
Su obra ha sido traducida al inglés y al alemán.

## Obras
1970. Lugar común. Premio Adonáis.
1971. Celda verde.
1974. El barco del agua.
1979. Habitable (primera poética).
1986. Tendido verso: segunda poética.
1990. Pasión inédita.
1995. Moraleja.
1999. No escribir.
2011. A todo lo no amado.
2013. Oeste
2018. Retirada
2019. Habitable. (Antología poética, 1971-2018). Edición de José Teruel.
2020. Palabra naturaleza. Edición de la autora
2022. De traslación. 

## Premios y reconocimientos
- 1970, Adonáis por Lugar común.
- 1980, Juan Ramón Jiménez del Instituto del Libro Español.[1]
- 1999, Ciudad de Salamanca por No escribir.
- 2008, Medalla de Extremadura.
- 2009, Francisco de Quevedo por Dulce nadie.